# حقيقة منطقية
الحقيقة المنطقية هي واحدة من أهم المفاهيم في المنطق.